# Robert Salarnier
Robert Félix Salarnier, né le 20 juillet 1890 à Saint-Mandé (Val-de-Marne), et mort le 10 avril 1967 à Nice (Alpes-Maritimes), était un joueur français de hockey sur gazon, ayant évolué au poste de gardien de but avant et après la Première Guerre mondiale.
D'une longévité sportive remarquable, il fut licencié au Racing Club de France (section fondée en 1897) jusqu'en 1931.
Avec Guy chevalier, Diran Manoukian, et Philippe Reynaud, il est le seul hockeyeur français à avoir participé à trois olympiades.
Il exerçait la profession de journaliste à Paris.

## Palmarès
- 1re sélection : 18 avril 1908 ;
- Sélections en équipe de France de 1908 à 1928 ;
- Quadruple champion de France avec le RCF, en 1909, 1926, 1929, et 1930 ;
- Participation aux Jeux olympiques d'été de 1908 (6e), de 1920 (4e), et de 1928.